# Agrosaurus macgillivrayi
Agrosaurus macgillivrayi (Seeley, 1891, nomen dubium), letteralmente "lucertola dei campi", è il nome che è stato dato ad un fossile comprendente una vertebra ed un artiglio, scoperto sul finire dell'Ottocento.
Per oltre un secolo, questo animale è stato ritenuto uno dei pochi resti di dinosauro provenienti dal Triassico del continente australiano. Una recente revisione del materiale, però, ha determinato che l'Agrosaurus altro non sarebbe che un esemplare (erroneamente classificato come proveniente dall'Australia, ma in realtà trovato in Inghilterra) di un dinosauro ben più noto, Thecodontosaurus.